# Yinxu
Yinxu (殷墟; Yīnxū, 'Yins ruiner') är en arkeologisk lokal efter Shangdynastins sista huvudstad Yin som är belägen i Anyangs stadsdistrikt Yindu i Henan-provinsen. Staden var Kinas huvudstad under 255 år och säte för 12 kungar.
Staden återupptäcktes 1899 och är en av de äldsta och största arkeologiska platserna i Kina och är en av Kinas huvudstäder och ett världsarv sedan 2006. Den ligger i den nordligaste delen av Henanprovinsen nära den moderna staden Anyang och är öppen för allmänheten som Yin Xus trädgårdsmuseum. Yin Xu är känt för sina originalkällor av orakelben och orakelbenskrifter, de tidigaste formerna av det kinesiska skriftspråket.

## Historia
I början av 1300-talet f.Kr. grundade kung Pan Geng av Shangdynastin sin huvudstad vid stränderna av Huanfloden. Staden blev känd som Yin, och från den stunden blev den även känd som Yindynastin. Yin låg i mitten av den första generationens Kina.
Kung Wu Ding fortsatte använda Yin som sin huvudstad och från denna bas startade han ett antal militära krigståg (flera ledda av hans fru Fu Hao) mot intilliggande stammar och säkrade därmed Shangs styre och upphöjde dynastin till sin historiska höjdpunkt.
Senare tiders härskare var njutningssökare som inte brydde sig om inrikespolitik såsom ökande sociala skillnader inom den slavägande societeten.[källa behövs] Kung Zhou, den sista av Shangdynastins kungar, är särskilt ihågkommen som hänsynslös och för att han hade ett sedeslöst leverne. Hans ökande autokratiska lagar alienerade överklassen fram till att kung Wu av Zhoudynastin kunde få tillräckligt stöd för uppresning och avsättning av Shangdynastin.
Zhoudynastin lade sin huvudstad i Fengjing 沣 och Haojing 镐 nära dagens Xi'an, och Yinxu övergavs eventuellt. Dess ruiner nämndes av Sima Qian i hans krönika Shiji. Det finns dock arkeologiska fynd som tyder på att Yinxu levde kvar efter Shangdynastins fall och att staden då producerade högkvalitativt bronsgods till Zhoudynastins elit.

## Arkeologiska upptäckter
Yin Xu är känt för sina orakelben, som först upptäcktes 1899 av Wang Yirong, ledare för det kejserliga universitetet. Wang led vid denna tid av malaria och förskrevs Longgu 龍骨 (drakben) vid ett traditionellt kinesiskt apotek. Han noterade de märkliga ristningarna på dessa ben och kom fram till att dessa kunde vara exempel på Kinas tidigaste skrift. Han skickade sin assistent att leta reda på varifrån de kom och de lyckades till slut spåra dem till den lilla byn Xiaotun alldeles utanför Anyang. 1917 dechiffrerade Wang Guowei orakelbensskriften som namnen på Shandynastins kungar och konstruerade en komplett Shangätt. Denna matchade perfekt den som var nedtecknad i Shiji av Sima Qian vilket bekräftade deras historiska äkthet av den legendariska Shangdynastin och den arkeologiska betydelsen för Yin Xu.
De första utgrävningarna i Yin Xu leddes av Li Chi från Institutet för historia och filosofi åren 1928–1937. De har avtäckt resterna av ett kungligt palats, flera kungliga gravar och mer än 100 000 orakelben som visar att Shang hade en välstrukturerad skrift med ett komplett system av skrivna tecken. Sedan 1950 har pågående utgrävningar utförda av Arkeologiska institutet på Kinas socialvetenskapliga akademi avtäckt bevis på stratigrafi vid Hougangområdet, lämningar efter palats och tempel, kungliga gravplatser, orakelbensskrifter, brons- och benverkstäder och har upptäckt Shangstaden på norra sidan av Gula floden.

## Utgrävningsplatser
Utgrävningsplatsen är med sina 30 km² det största arkeologiska utgrävningsområdet i Kina och har avtäckt över 80 grunder till palats, helgedomar, gravar och verkstäder. Från dessa lämningar har arkeologer kunnat bekräfta att detta var Yindynastins andliga och kulturella center.

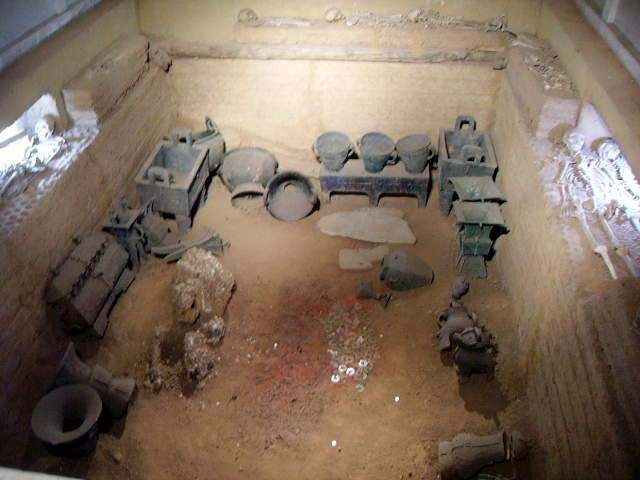
Fu Haos grav

Den mest välbevarade av Shangdynastins kungliga gravkammare i Yin Xu är Fu Haos grav. Den enastående Fu Hao var en militär ledare och hustru till Wu Ding. Gravkammaren upptäcktes 1976 och har daterats till 1250 f Kr. Den var helt orörd och har kommit undan plundring som har skadat andra gravar i området och förutom drottningens kvarlevor hittades 6 hundskelett, 16 mänskliga skelett efter slavar och ett antal gravföremål av stort arkeologiskt värde. Graven utgrävdes helt, genomgick en omfattande restaurering och är nu öppen för allmänheten.
Här finns även utställningshallen med häststridsvagnsgropar där de äldsta exemplen på kinesiska djurdragna vagnar finns att beskåda. Dessa artefakter utgrävdes av Anyangs arbetsstation av arkeologiska institutet på Kinesiska Socialvetenskapliga akademin och Arbetsteamet för Historiska Reliker från Anyangs kommun i norra och södra områdena av Liujiazhuangs by och östra sidan av byn Xiaomintun och visas som utställning i själva hallen. Var och en av de sex groparna innehåller rester av en vagn och två hästar. Fem av groparna har även funnits innehålla lämningarna av ett mänskligt offer (fyra vuxna män och ett barn). I hallen finns även lämningarna av en 8,35 meter bred väg från Shangdynastins tid som upptäcktes vid Anyang Aero Sports School år 2000.
År 1988 blev Yin Xu listat som den äldsta av de sju historiska huvudstäderna i Kina och 2006 utsågs platsen till ett världsarv.

## Datering
Fynden vid Yinxu tillhör perioden Senare Shangdynastin (ca 1300 f.Kr. – 1046 f.Kr.). De arkeologiska artefakterna kan sedan inom Senare Shangdynastin delas in i fyra faser (I–IV) baserat på keramikfynd och i fem faser (I–V) baserat på orakelbensskriften:
| Keramisk period | Orakelbens- period | Regerande kungar            | Tidsperiod                 |
| --------------- | ------------------ | --------------------------- | -------------------------- |
| I               | -                  | Pan Geng, Xiao Xin, Xiao Yi | ca 1300 f.Kr. – 1251 f.Kr. |
| I, II           | I                  | Wu Ding                     | 1250 f.Kr. – 1192 f.Kr.    |
| II              | II                 | Zu Geng, Zu Jia             | 1191 f.Kr. – ca 1160 f.Kr. |
| III             | III                | Lin Xin, Geng Ding          | ca 1160 f.Kr. – 1148 f.Kr. |
| III             | IV                 | Wu Yi, Wen Wu Ding          | 1148 f.Kr. – 1102 f.Kr.    |
| IV              | V                  | Di Yi, Di Xin               | 1101 f.Kr. – 1046 f.Kr.    |